# 义马市
义马市是河南省三门峡市下辖的一个县级市。地处崤函故道，北仰韶峰，南眺洛伊，是自古以来连接东西二京（洛阳、长安）的必经之路，战略地位十分重要，自古兵家必争，商贾必越。义马市建制历史可上推至两千多年前秦朝的“新安县”。改革开放后，义马市成为河南省第一个县级市（81年建市），原由洛阳行署管理，86年起由三门峡市代管，现为河南省四十八个扩权县之一。同时也是全国百强县，全国最小的市（112平方公里，人口約14万人左右）。

## 人口
根据(河南省)三门峡市第七次全国人口普查公报显示：义马市常住人口为135819人，男性人口占比49.73%，女性人口占比50.27%，年龄结构中0-14岁占比18.22%，15-59岁占比63.23%

## 經濟
义马市依托自身资源优势，大力发展重化工业，经济迅速增长。至2010年，全市人均GDP达到七万多人民币，约合一万多美元，位列中等发达国家水平。2010年成为河南省内县域经济排名第一（常年排在前五）。有“全国武术之乡”美称。

## 地理
义马市位于河南省西部，地跨北纬34°42′—34°46′，东经111°50′47″—111°50′49，东距省会郑州183公里，西距三门峡市65公里。市区南、西、北、东北顺次与渑池县的小坡头、张大池、杜村沟、塔尼、张沟、崔门、坻坞、煤窑沟、段村、发科岭、徐庄、义昌、堡后、胡坑、吴庄、陈庄等村相接，东南一角与新安县的铁门和宜阳县的盐镇等村为邻。市区东起黄楝坡，西至塔尼东小河，长14公里，南起新区办事处南大岭，北至平顶山，宽9公里，总面积112平方公里。

## 氣候
义马市位于暖溫帶南緣的過度北亞熱帶，四季分明，日照充足。年平均氣溫12.4°C，這些年來最熱的七月，平均氣溫25.5°C，最冷的月份，平均氣溫爲-2.1°C，平均每年日照2250.4小時，日照率在年平均爲51％。在春季和夏季刮东南风，秋季和冬季刮西北風。这里動植物資源豐富，年平均降雨约666.9毫米。

## 行政区划
义马市下辖7个街道办事处：
千秋路街道、朝阳路街道、新义街街道、常村路街道、泰山路街道、新区街道和东区街道。

## 交通
310国道， 连霍高速穿义马市而过。陇海铁路在此设有义马站，郑西高铁穿过义马市。

## 荣誉称号
- 全国中小城市科学发展百强和最具区域带动力中小城市百强
- 全国武术之乡（第三批）
- 全国中小城市综合经济实力百强县市
- 全国十佳节约型中小城市
- 全国十佳和谐可持续发展城市
- 全国循环经济示范创建城市
- 全国信访工作先进市
- 全国计划生育优质服务先进市
- 全国科技进步考核先进市
- 河南省城乡一体化试点市
- 省级园林城市
- 省级卫生城市
- 省级文明城市

## 歷史遺迹
义马具有悠久而輝煌的歷史和文化，是中國古代文明的發祥地之一，拥有領土和衆多的歷史遺迹，以及著名的古文化。
鸿庆寺石窟
石窟位于石佛村，背依白鹿山，南临涧河水，开凿于北魏晚期，距今已有1500余年历史。鸿庆寺原名“三圣庙”，唐圣历元年（698年），武则天巡幸该寺，改名为“鸿庆寺”。历经沿革，寺院建筑已不复存在。尚存洞窟5个，有佛龛46个，大小造像120余尊，浮雕佛传故事4幅。其规模在中国河南省中仅次于龙门、巩县石窟。该石窟布局紧凑、规制严整、窟内浮雕技法娴熟，是中原地区中小型石窟的典范。其中的“降魔变”浮雕是中国发现同类作品中最大的一幅，有着较高的历史、艺术和科学价值。
楚坑遗址
項羽坑殺20萬秦战俘之地。位于二十里铺村西李杏湾村，俗称万人坑。公元前206年，项羽坑杀20万秦军降卒一事就发生在此处。《史记·项羽本记》中“楚军夜击坑秦卒二十万于新安城南”即其地。遗址略呈坑形，占地七八十亩，南临涧河，北依土岭，东西为平地，坑北沿有李杏湾村，右有白龙庙一座。据渑池县旧志记载：该庙始建,于明武德年间，庙前古槐，石碑，旧有“一步两棵槐，三步四通碑”之说，庙西有八角青石井一眼，俗称八角琉璃井。1913年，陇海铁路穿坑而过，原貌已不复存在。
慈禧行宫
位于二十里铺下石河村，据《渑池县志》载，清光绪二十六年（公元1900年），八国联军攻陷北京，慈禧太后和光绪皇帝携部分大臣在重兵护卫下逃往西安。次年从西安返回北京，东出潼关，路经此地所修建。行宫为前院后宫，建筑宏伟，2000年遭遇火焚。后宫原有上房9间，东西各有厢房两间，皆出前檐。前后院中间有影壁墙，两侧各有月亮门一个。据老人口传，后宫为慈禧和光绪帝住所，前院为内侍近臣所居。行宫两侧均为臣僚所住的深宅大院。据史书记载，当年慈禧太后只在此吃一顿午饭及饭后小憩，下午即离此地东行，晚上住铁门行宫皇後宮。
秦新安故城遗址
位于二十里铺村下石河一带。据文献记载，该城存在于秦、汉，始建时间可上溯至战国。北魏新安县城东移，改为新安驿，是中原通往大西北的交通要道，历为中原地区政治、经济、军事重镇之一。遗址内文化层随处可见。1998年，经义马市文物勘探队实地钻探，找到了故城遗址城墙基夯土层，划定了城区范围。故城总面积30万平方米，呈长方型，南北较长，东西较窄，东部边缘已被涧水吞淹，西至二十里铺村西组，北至护城河，南至陇海铁路。
义馬銀杏化石
近年來的由考古界發現，是世界上最古老的銀杏化石，其中一块180萬年前的化石模型被確定爲第六屆，第七屆國際古植物會議会微。